# Ludjibaïta
La ludjibaïta és un mineral de la classe dels fosfats. Rep el nom dels monts Ludjiba, a la República Democràtica del Congo, la seva localitat tipus.

## Característiques
La ludjibaïta és un fosfat de fórmula química Cu₅(PO₄)₂(OH)₄. Va ser aprovada com a espècie vàlida per l'Associació Mineralògica Internacional l'any 1987, i la primera publicació data del 1988. Cristal·litza en el sistema triclínic.
Segons la classificació de Nickel-Strunz, la ludjibaïta pertany a «08.BD - Fosfats, etc. amb anions addicionals, sense H₂O, només amb cations de mida mitjana, (OH, etc.):RO₄ = 2:1» juntament amb els següents minerals: cornwallita, pseudomalaquita, reichenbachita, arsenoclasita, gatehouseïta, parwelita, reppiaïta i cornubita.

## Formació i jaciments
Va ser descoberta als monts Ludjiba, a la regió de Katanga, a la República Democràtica del Congo. Posteriorment també ha estat descrita al Brasil, Xile, els Estats Units, Àustria, Alemanya, Grècia, Eslovàquia, la República Txeca, Namíbia i Austràlia.